# Мартин Гарайс
Мартин Гарайс (на немски: Martin Gareis) е германски офицер, който служи по време на Първата и Втората световна война.

## Живот и кариера
Мартин Гарайс е роден на 6 октомври 1891 г. в Бух, Германска империя.
Постъпва в армията и през 1909 г. става офицерски кадер. Служи в пехотата и участва в Първата световна война, достигайки звание оберлейтенант. След войната се присъединява към Райхсвера.
В началото на Втората световна война е със звание оберст и командва 282-ри пехотен полк. На 31 декември 1941 г. поема и командва успешно 98-а пехотна дивизия. На 5 май 1944 г. е назначен за командир на 264-та пехотна дивизия, а от 19 януари 1945 г. на 46-и танков корпус. Пленен е от британските войски на 2 май 1945 г. Назначен е за представител на германските военнопленници към британския генерален щаб. Освободен е през 1947 г.
Умира на 26 февруари 1976 г. в Кройт, близо до Ротах-Егерн, Германия.

## Дати на произвеждане в звание
- Оберст – 1 август 1938 г.
- Генерал-майор – 1 февруари 1942 г.
- Генерал-лейтенант – 1 януари 1943 г.
- Генерал от пехотата – 1 април 1945 г.

## Награди
- Германски кръст, златен – 18 октомври 1941 г.
- Рицарски кръст – 29 ноември 1943 г.